# Lijst van rijksmonumenten in Klimmen
De plaats Klimmen telt 11 inschrijvingen in het rijksmonumentenregister. Hieronder een overzicht.
| Object | Oorspronkelijke functie?  | Bouwjaar                          | Architect        | Locatie              | Coördinaten?                  | Nr.?   | Afbeelding               |
| --- | ------------------------- | --------------------------------- | ---------------- | -------------------- | ----------------------------- | ------ | ------------------------ |
| Hoeve van baksteen, gelegen aan een binnenplaats. Witgeverfd. Een geheel vormend met nr 102 en 104 | Boerderij                 | 18e eeuw of eerste helft 19e eeuw |                  | Klimmenderstraat 100 | 50° 52' 44" NB, 5° 52' 44" OL | 37908  | Meer afbeeldingen        |
| Hoeve van baksteen, gelegen aan een binnenplaats. Ingang van Naamse steen met geprofileerd kalf. Witgeverfd. Een geheel vormend met nr 100 en 104 | Boerderij                 | 18e eeuw of eerste helft 19e eeuw |                  | Klimmenderstraat 102 | 50° 52' 44" NB, 5° 52' 43" OL | 37909  | Meer afbeeldingen        |
| Hoeve van baksteen, gelegen aan een binnenplaats. Witgeverfd. Ingang van Naamse steen. Een geheel vormend met nr 100 en 102 | Boerderij                 | 18e eeuw of eerste helft 19e eeuw |                  | Klimmenderstraat 104 | 50° 52' 44" NB, 5° 52' 43" OL | 37910  | Meer afbeeldingen        |
| Sint-Remigiuskerk, gelegen op een verhoging | Kerk en kerkonderdeel     | 14e eeuw (westtoren)              |                  | Schoolstraat bij 6   | 50° 52' 37" NB, 5° 53' 9" OL  | 37911  | Meer afbeeldingen        |
| Voormalige pastorie: een mergelstenen gebouwtje met schilddak tegen de oostkant van het koor is hiervan nog bewaard | Kerkelijke dienstwoning   | 1828                              |                  | Schoolstraat bij 6   | 50° 52' 36" NB, 5° 53' 9" OL  | 37912  | Meer afbeeldingen        |
| Gepleisterd huis; gevelsteen met ranken en jaartal | Woonhuis                  | 1707                              |                  | Vrijthof 10          | 50° 52' 38" NB, 5° 53' 7" OL  | 37913  | Meer afbeeldingen        |
| Hoeve grotendeels van mergel, gelegen aan een gesloten binnenplaats met luifel. Aan de straatzijde een in- en uitgezwenkte topgevel. Gevelsteen met jaartal. Een geheel vormend met nr 5 | Boerderij                 | 1755                              |                  | Vrijthof 4           | 50° 52' 37" NB, 5° 53' 4" OL  | 37914  | Meer afbeeldingen        |
| Hoeve grotendeels van mergel, gelegen aan een gesloten binnenplaats met luifel. Aan de straatzijde een in- en uitgezwenkte topgevel. Een geheel vormend met nr 4 | Boerderij                 |                                   |                  | Vrijthof 5           | 50° 52' 37" NB, 5° 53' 5" OL  | 37915  | Meer afbeeldingen        |
| Villa de Proosdij, Eclectische villa met hoeve in traditioneel-ambachtelijke stijl. De voormalige burgemeesterswoning is vrijstaand gesitueerd en bestaat uit een woonhuisgedeelte met hierachter in een U-vorm de voormalige pachterswoning, schuur en koetshuis. De bouwstijl van het woonhuis bevat zowel elementen uit het neoclassicisme als uit de neogotiek. | Villa                     | 1890                              |                  | Klimmenderstraat 2   | 50° 52' 41" NB, 5° 53' 11" OL | 507161 | Meer afbeeldingen        |
| Overhekermolen | Industrie- en poldermolen | 1878 (bouwjaar) 1941 (onttakeld)  |                  | Overheek bij 7       | 50° 52' 47" NB, 5° 52' 28" OL | 527648 | Meer afbeeldingen        |
| Spoorbrug (betonviaduct) | Weg                       | 1912-1914                         | Ch.H.J. Driessen | Mareheiweg bij 2     | 50° 51' 60" NB, 5° 53' 25" OL | 507163 | Spoorbrug (betonviaduct) |